# 粗糙蚀菱蟹
粗糙蚀菱蟹（学名：[Daldorfia horrida] 错误：{{Lang}}：文本有斜体标记（帮助））为菱蟹科蚀菱蟹属的动物。分布于日本、夏威夷、新喀里多尼亚、加里曼丹岛、菲律宾、新加坡、斯里兰卡、红海、毛里求斯、南非、台湾以及中国大陆的海南岛、西沙群岛等地，生活环境为海水，主要生活于潮间带至125米深的岩石底以及泥沙或具贝壳的海底及珊瑚礁浅水中。其生存的海拔上限为-125米。